# Paul Abena
Paulus (Paul) Abena (1957) is een Surinaams radiomaker, bestuurder en politicus. Hij is eigenaar en oprichter van Radio Koyeba en voormalig lid van de Raad van Commissarissen van het telecombedrijf Telesur. Hij is de oprichter van de politieke partij Seeka en was van 2010 tot 2012 minister van Sport- en Jeugdzaken.

## Biografie

### Scheepvaart en radiomaker
Abena was jarenlang voorlichter voor de Scheepvaart Maatschappij Suriname (SMS) en was daarnaast radiomaker voor de staatszender SRS. Op 13 oktober 1997 richtte hij zijn eigen radiozender op, Radio Koyeba. De zender is met name gericht op de marron-bevolking in het binnenland, met voor ruim tweede derde uitzendingen in binnenlandse talen zoals het Saramaccaans en Aukaans. De rest van de uitzendingen zijn in het Nederlands en Engels.

### Politiek
Op 2 november 2001 richtte hij de politieke partij Seeka op, waarvan hij sindsdien voorzitter is. Met zijn partij wil hij de omstandigheden verbeteren van de marron-bevolking, die naar zijn mening een achtergestelde positie heeft in Suriname. Toen zijn partij deelnam aan de in 2005 deelnam aan de A-Combinatie, stelde hij tijdens een politieke vergadering over de situatie van de marrons in Suriname eens: "Het doet pijn om te weten dat jij een mens bent, maar dat anderen je niet als mens zien ... De  strijd  die  we  voeren is om te tonen dat wij ook mensen zijn." Voor zijn inzet voor de marron-gemeenschap werd hij in 2003 onderscheiden met de Gaanman Gazon Matodja Award.
De politieke samenwerking in de A-Combinatie leverde tijdens de verkiezingen van 2005 vijf zetels op. Seeka leverde zelf geen kandidaat voor De Nationale Assemblée. In dit politieke samenwerkingsverband trok hij vooral op met de ABOP van Ronnie Brunswijk.

### 2010-2015
Na de verkiezingen van 2010 formeerde de A-Combinatie de nieuwe regering. Met steun van Brunswijk verkreeg Abena de ministerspost van Sport- en Jeugdzaken, een nieuw ministerie in het eerste kabinet-Bouterse. Kort erop, in oktober 2010, nam Abena afscheid van zijn bestuursrol in de Raad van Commissarissen van het telecombedrijf Telesur. In de herschikking van het kabinet-Bouterse van maart/april 2012 werd zijn ministerie toegewezen aan de Nieuwe Stijl KTPI. Abena moest hierbij veld ruimen voor Ismanto Adna.
Van 2012 tot 2014 was er een geschil binnen Seeka, waarbij bestuursleden beweerden Paul Abena op 15 juli 2012 te hebben afgezet als voorzitter. Abena bracht het geschil met succes voor de rechter en bleef daarna aan als voorzitter.

### A Nyun Combinatie (2015)
Hoewel de samenwerking met ABOP in de jaren erna werd voortgezet, veranderde dit aan het begin van het verkiezingsjaar van 2010. Eind januari maakte Abena bekend te willen samenwerken met de marron-partijen BEP/BP-2011 van Linus Diko en de PBP van Armand Kanapé in de alliantie met de naam A Nyun Combinatie (ANC). De alliantie behaalde tijdens de verkiezingen te weinig stemmen voor een zetel in De Nationale Assemblée.

### Samenwerking met ABOP (2020)
In aanloop naar de verkiezingen van 2020 was het ledental van Seeka sterk teruggelopen, doordat leden zich hadden aansloten bij andere partijen. Ondertussen nam de regeringspartij NDP eind maart 2019 een wet aan die de vorming van allianties tijdens verkiezingen verbood. Rond dezelfde tijd maakten Abena en Ronnie Brunswijk van de ABOP bekend samen te gaan werken, waarbij Abena de verkiezingen een plek innam op de lijst van de ABOP. Hij verwierf echter geen zetel.